# 萊昂諾爾女王 (納瓦拉)
萊昂諾爾女王（法語：Éléonore；1426年2月2日—1479年2月12日），是1455年至1479年期間的納瓦拉王國的攝政與1479年的納瓦拉女王。

## 簡歷
萊昂諾爾是亞拉岡國王胡安二世與納瓦拉女王布蘭卡一世的么女、布蘭卡二世的妹妹。1441年她嫁給富瓦伯爵加斯東四世，並於1442年移居到贝阿恩。儘管她的母親布蘭卡一世、兄姊卡洛斯四世、布蘭卡二世相繼亡故，她理應成為納瓦拉真正的繼承人；但是由於她的父親胡安二世始終把持著納瓦拉王位，而且萊昂諾爾也支持父親，因此直到1479年胡安駕崩後，她才繼任為納瓦拉女王。
萊昂諾爾繼位不久旋即過世。由於長子加斯頓早逝，王位先後傳給她的孫子法蘭西斯科和孫女凱撒琳。1512年，萊昂諾爾的同父異母弟弟斐迪南二世，此時已同時為亞拉岡及卡斯提亞的国王，攻陷了納瓦拉庇里牛斯山以南的領土而且未曾恢復，凱撒琳及其後裔只得在下納瓦拉繼續統治，直到其後裔恩里克三世於1589年同時繼承法蘭西王位，兩國從此合併。

## 家庭
1441年，蕾奧諾和富瓦伯爵加斯東四世結婚，兩人共有4子5女：
1. 瑪麗（1443年—1467年）
2. 加斯頓（1445年—1470年）
3. 皮埃爾（英语：Pierre de Foix, le jeune）（1449年—1490年）
4. 瑪格麗特（英语：Margaret of Foix）（1449年—1487年）
5. 若望（英语：John of Foix, Viscount of Narbonne）（1450年—1500年）
6. 讓娜（1454年—1476年）
7. 凱瑟琳（1455年—1494年），坎代爾伯爵加斯頓二世的夫人，英國維多利亞女王之母是其外孫女安娜·雅蓋洛與神聖羅馬皇帝斐迪南一世的後代子孫之一。
8. 艾蕾諾爾（1457年—1480年）
9. 雅各（英语：Jacques de Foix, Count of Montfort）（1463年—1508年）